# Нісарга (циклон)
Циклон Нісарга (англ. Severe Cyclonic Storm Nisarga) — найсильніший тропічний циклон, який завдав удару по індійському штату Махараштра в червні 2020 року з 1891 року. Це було також першим ударом циклону в Мумбаї з часу Циклону Фіан 2009 року. Третя депресія і другий названий циклон щорічного циклонного сезону. Нісарга зародилася як депресія в Аравійському морі і рухалася загалом на північ. Наступного дня Нісарга ще більше посилився до сильної циклонічної бурі і повернув на північний схід, врешті-решт зробив вихід на берег біля міста Мумбаї.  Нісарга ослабла  у внутрішній частині Індії розвіялася 4 червня.
Нісарга був другим циклоном, який завдав удару по індійському субконтиненту протягом двох тижнів, після того, як Циклон Амфан в Бенгальській затоці, найсильніший у 21 століття суперциклонічний шторм, який вразив  штат Західний Бенгал та Бангладеш у травні 2020 року. Здійснюючи вихід на берег у штаті Махараштра з вітрами 110 км / год (68 миль / год), Нісарга став найсильнішою бурею, яка вразила державу в червні місяці з 1891 р. До Нісарги лише дві депресії вразили Махараштру в червні 1948 року і 1980 р. відповідно.

## Метеорологічна історія
31 травня область низького тиску розвинулася над Східним Аравійським морем і залишалася добре вираженою зоною  в тому регіоні до самого вечора. Він зміцнився в депресію над східно-центральним та південно-східним Аравійським морем рано вранці 1 червня, коли знаходився приблизно на 340 км на південний захід від Гоа, 630 км на південь-південний захід від Мумбаї та 850 км на південь-південний захід від Гуджарат.

Циклон Нісарга 2 червня

Близько полудня 2 червня глибока депресія посилилася в циклонічну бурю і отримала тим самим ім'я Нісарга. О 12:30 IST (07:00 UTC) 3 червня Нісарга здійснив вихід на сушу поблизу міста Алібаг з піковою інтенсивністю.

## Підготовка
1 червня міністр внутрішніх справ Союзу Аміт Шах провів попередню зустріч з оглядом з посадовими особами Національного управління з ліквідації наслідків катастроф, Національних сил реагування на стихійні лиха (NDRF), Метеорологічного управління Індії та Берегової охорони Індії. Того ж дня в прибережній області обох штатів було розміщено 33 групи НДРФ.  Рибалки з Махараштри попередили щоб повернулись назад з моря. Прем'єр-міністр Індії Нарендра Моді через твіт 2 червня 2020 року поінформував, що спілкувався з головним міністром Махараштри, головним міністром Гуджарату та адміністраторами Дадри та Нагара Хавелі та Даманом і Діу, запевняючи всю можливу підтримку та допомогу центрального уряду. В якості запобіжного заходу перед загрозою було евакуйовано 100 000 людей.

## Вплив
У Алібаугу, недалеко від місця, де Нісарга здійснив вихід на берег, зафіксовано швидкість вітру 110 км / год (75 миль / год). Нісарга спричинив шість смертей у Махараштрі з них три в Пуні Початкові збитки були оцінені 664 млн доларів.